# KRT85
KRT85‏ (Keratin 85) هوَ بروتين يُشَفر بواسطة جين KRT85 في الإنسان.